# Hillston
Hillston – miasto w Australii, w stanie Nowa Południowa Walia.